# Beltersrot
Beltersrot ist ein Weiler in der Teilgemarkung des Ortsteils Westernach der Gemeinde Kupferzell im Hohenlohekreis im nordöstlichen Baden-Württemberg.

## Geographie
Beltersrot liegt vor der Ostkante der Waldenburger Berge etwa 130 Meter unterhalb in der beginnenden Hohenloher Ebene. In einer Entfernung von etwa einem Kilometer erhebt sich im Südwesten der Mühlberg, ebensoweit nordwestlich der Friedrichsberg mit seinem weithin erkennbaren Sendeturm. Zwischen ihnen entsteht dicht am Rößlesmahdsee der Beltersroter Bach, der von dort durch die steile Pfaffenklinge zu Tale fließt, in nunmehr flachem Lauf den Weiler durchzieht und dann nach insgesamt etwa drei Kilometern im Osten bei Kupfer in die nordwärts laufende obere Kupfer mündet.

## Geschichte
1245 wurde der Ort erstmals als Balderichezroden erwähnt, das bedeutet wohl: Rodung des Balderich. 
1807 wurde der Ort dem Patrimonialvogteiamt Waldenburg (Württemberg) zugeordnet, 1809/1810 der Gemeinde (Schultheißenamt) Westernach.
Zusammen mit Westernach kam Beltersrot im Rahmen der Gemeindereform am 1. Januar 1972 zur durch einen Zusammenschluss neu gebildeten Gemeinde Kupferzell.

## Verkehrsanschluss
Von Übrigshausen und der B 19 im Osten führt eine Kreisstraßenfolge (abschnittsweise K 2563, K 2364 und K 2363) westwärts durch Kupfer nach Beltersrot und anschließend eine steile Steigenstrecke die Pfaffenklinge hoch, von wo dann Waldenburg auf kurzem Wege erreichbar ist. Oben besteht auch Anschluss an die L 1046. Nach Norden führt eine Gemeindestraße am unteren Berghang über Löcherholz sowie die K 2364 in der Ebene direkt nach Westernach. Über die B 19 ist nach gut 5 km auf der Straße die Autobahnanschlussstelle Kupferzell der A 6 erreichbar. Der nächste Bahnanschluss ist in Waldenburg, auf der kürzesten Straßentrasse ist er weniger als fünf Kilometer entfernt.